# Iogys
Los iogys, yojwis, yowis, yohjwis o yofwis son un pueblo indígena de Argentina que vive en la provincia de Salta y puede considerarse como un desprendimiento contemporáneo del grupo etnolingüístico wichí. Están distribuidos en 12 comunidades ubicadas en el departamento General José de San Martín en las cercanías de Aguaray. Hablan la variante chaqueña del idioma español y su propia lengua, aunque sus líderes la refieren como un idioma distinto, se trata de una variante más del idioma wichí.
Los iogys son agricultores que siembran zapallo y maíz principalmente y crían ganado caprino, asnar y vacuno. Realizan artesanías con cuero de corzuela y con chaguar.

## Historia
Los iogys comenzaron a diferenciarse públicamente de los wichís del río Itiyuro hacia 1995 y en 2009 su organización Asamblea del pueblo iogys, ruta 86 y 34 se incorporó al Encuentro Nacional de Organizaciones Territoriales de Pueblos Originarios (ENOTPO). Sin embargo, en el Censo Nacional de Población, Hogares y Viviendas 2010 realizado el 27 de octubre de 2010 los iogys se autorreconocieron como wichís.  
En 2011 el Instituto Nacional de Asuntos Indígenas aceptó el nombramiento de dos delegados iogys para participar en el Consejo de Participación Indígena (CPI), que fueron elegidos en una asamblea en El Pacará, a 38 kilómetros al este de Tartagal.
El 6 de febrero de 2012 los iogys cortaron la ruta nacional 86 en la provincia de Salta demandando la aplicación de la ley n.º 26160 de relevamiento territorial de sus comunidades.
El Instituto Provincial de los Pueblos Indígenas de Salta (IPPIS), sin embargo, no le ha reconocido a los iogys la elección de un vocal para participar en su administración.

## Comunidades
Los iogys viven en la región que denominan Zlaqatahyi o nuestra selva, con comunidades ubicadas al oeste del río Itiyuro. Cada una tiene un cacique, existiendo también subcaciques.
Al 7 de diciembre de 2019 tienen personería jurídica provincial las siguientes comunidades del departamento José de San Martín de Salta (previamente inscriptas como wichís):
- Asociación Misión Aborigen Pacará Wichí Thaca Honat (en Yacuy) (el 31 de diciembre de 1996)
- Comunidad Aborigen Arenales Wichí Holotas (en Aguaray) (el 7 de julio de 2002)
- Comunidad Aborigen El Paraíso (en Aguaray) (el 10 de julio de 2002)
- Comunidad Aborigen Monte Veo Cemboyo El Cuervo Quemado (en Aguaray) (el 7 de agosto de 2002)
- Comunidad Misión Wichí Chowayuk (km 12) (en Tartagal) (el 25 de noviembre de 2003)
- Asociación Nhonih Hayaj (La Esperanza) Km 16 R. 86 (en Yacuy) (el 19 de marzo de 1998)
- Comunidad Wichí Tsofwachat de Tonono (en Tartagal) (el 28 de diciembre de 2000)

Tienen personería jurídica nacional:
- Comunidad La Loma (en Aguaray) (el 31 de agosto de 2000, fue reinscripta como iogys el 26 de marzo de 2013)[8]

Con relevamiento catastral y sin personería jurídica:
- Tsofwachat Pozo Nuevo (en Aguaray) (con relevamiento culminado)
- Comunidad Wiye Osey Ahyij Quebrada de Tartagal (en Tartagal) (con relevamiento en trámite)